# Люди, пов'язані з Охтиркою
Люди, які народились, померли або тривалий час жили та працювали в Охтирці:

## Народилися
- Андрій Бабич — канадський художник українського походження
- Багряний Іван Павлович — український письменник.
- Білинник Петро Сергійович — український оперний співак (ліричний тенор), Народний артист СРСР (1954).
- Білан Руслан (1986—2014) — військовий, старший солдат загинув при виконанні бойових обов'язків, під час АТО.[1]
- Білецька Віра Юхимівна (11 серпня 1894, Охтирка — 1933) — українська дослідниця фольклору і етнографії.
- Бірюк Олег Миколайович (1976—2014) — військовий, майор загинув при виконанні бойових обов'язків, під час АТО.[2]
- Богородський Максим Михайлович (1987—2022) — старший сержант Збройних Сил України, учасник російсько-української війни.
- Бондарь Сергій Анатолійович (1986—2022) — старший солдат Збройних Сил України, учасник російсько-української війни.
- Борисенко Максим Вячеславович (2001—2022) — солдат Збройних Сил України, учасник російсько-української війни.
- Борзенков Дмитро Семенович (1777—1830) — філолог, перекладач; професор російської словесності.
- Бочаров Ігор Віталійович (1977—2022) — старший солдат Збройних Сил України, учасник російсько-української війни.
- Бринжала Олександр Петрович (1974—2022) — Герой України (2 квітня 2022 року, посмертно).
- Вергун Михайло Тимофійович — підполковник Армії УНР.
- Вергун Наталія Іванівна — українська художниця.
- Волков Василь Миколайович (1975—2022) — солдат Збройних Сил України, учасник російсько-української війни.
- Воронів Олекса Михайлович — полковник Армії УНР.
- Гаврюшенко Атталія Матвіївна (1927—2013) — українська режисерка та актриса.
- Глєбов Валерій Васильович (1970—2022) — капітан Збройних сил України, що трагічно загинув під час російського вторгнення в Україну, Герой України з удостоєнням ордена «Золота Зірка», учасник російсько-української війни.
- Головченко Тетяна Іванівна (* 1980) — українська спортсменка-легкоатлетка. Майстер спорту міжнародного класу — на всіх дистанціях від 800 метрів до марафону.
- Головянко Денис Олександрович (1983—2022) — штаб-сержант Збройних Сил України, учасник російсько-української війни.
- Голубченко Сергій Іванович (1992—2024) — молодший сержант Збройних сил України, учасник російсько-української війни.
- Гомаз Артур Анатолійович (1984—2022) — солдат Збройних Сил України, учасник російсько-української війни.
- Гордієнко Єгор Степанович (1812—1897) — український фармаколог і фармацевт, доктор медицини, професор Харківського університету, Харківський міський голова (1871—1873), громадський діяч, меценат.
- Горобець Руслан Миколайович (1990—2022) — солдат Збройних Сил України, учасник російсько-української війни.
- Грешило Олександр Сергійович (1986—2022) — старший солдат Збройних Сил України, учасник російсько-української війни.
- Гуссаковський Аполлон Селіверстович — український композитор.
- Дикалов Степан Іванович — Герой Радянського Союзу.[3]
- Дьяченко Юрій Олександрович (1996—2022) — старший лейтенант (посмертно) Збройних Сил України, учасник російсько-української війни.
- Єгоров Юрій Павлович (1970—2022) — старший сержант Збройних Сил України, учасник російсько-української війни.
- Журба Ігор Миколайович (1985—2022) — солдат Збройних Сил України, учасник російсько-української війни.
- Загрунний Сергій Михайлович (1964—2022) — майстер-сержант Збройних Сил України, учасник російсько-української війни.
- Задорожний Борис Якимович (1923—1993) — лікар-дерматолог, доктор медичних наук, професор, ректор Харківського медичного інституту (1959—1975).
- Карпенко Валерій Олегович (1997—2022) — молодший сержант Збройних Сил України, учасник російсько-української війни.
- Кварта Олександр Васильович (1977) — український автор та виконавець пісень.
- Кіселар Федір Федорович (* 1974) — молодший сержант Збройних сил України, учасник російсько-української війни. Герой України (2025).
- Ковальов Олексій Іванович (1994—2022) — штаб-сержант Збройних Сил України, учасник російсько-української війни.
- Коломієць Анна Віталіївна (1993—2022) — молодший сержант Збройних Сил України, учасниця російсько-української війни.
- Коновалов Максим Валерійович (1979—2022) — сержант Збройних Сил України, учасник російсько-української війни.
- Котляревський Родіон Юрійович (1989—2022) — солдат Збройних Сил України, учасник російсько-української війни.
- Кузьменко Михайло Ілліч (1936—2019) — засновник наукової школи радіоекології прісних вод України, доктор біологічних наук, професор, заслужений діяч науки і техніки України.
- Курочка Микола Олександрович (1996—2022) — сержант ЗСУ, учасник російсько-української війни.
- Кутовий Вадим Борисович (1986—2014) — військовий, водій загинув при виконанні бойових обов'язків, під час російсько-української війни.[4]
- Кушта Олександр Григорович (1980—2022) — старший солдат Збройних Сил України, учасник російсько-української війни.
- Ломакін Віталій Анатолійович (1973—2022) — старший солдат Збройних Сил України, учасник російсько-української війни.
- Ломакін Олександр Анатолійович (1966—2022) — штаб-сержант Збройних Сил України, учасник російсько-української війни.
- Мандрика Іван Кирилович (1911—1994) — український графік.
- Милославський Іван Миколайович (1853—1918?) — міський голова Охтирки (1916—17 рр.), купець, меценат. Один з засновників банківської справи на Охтирщині.
- Міщанін Максим Іванович (1990—2024) — старший сержант Збройних Сил України, учасник російсько-української війни.
- Мовчан Дмитро Сергійович (1993—2019) — штаб-сержант Збройних Сил України, учасник російсько-української війни. Почесний громадянин міста Охтирка.[5]
- Нахімов Мануйло Тимофійович (пом. після 1757) — сотник Охтирського полку, син сотника Тимофія Нахімова, дід харківського поета Акима Нахімова і прадід флотоводця адмірала Павла Нахімова.
- Нахімов Тимофій — сотник Охтирського полку, батько сотника Мануйла Нахімова, прадід харківського поета Акима Нахімова і прапрадід флотоводця адмірала Павла Нахімова.
- Нємчинов Василь Іванович (1851—1882) — лікар, репетитор дітей Сави Мамонтова, чоловік композитора Валентини Семенівни Сєровоі, вітчим художника Валентина Сєрова.
- Нікітін Олександр Костянтинович — відставний капітан I рангу, спеціаліст атомного підводного флоту, експерт норвезького екологічного об'єднання «Беллуна», правозахисник.
- Пелешенко Павло Павлович (1978—2022) — підполковник (посмертно) Збройних Сил України, учасник російсько-української війни.
- Попільнюх Олександр Миколайович (1995—2022) — солдат Збройних Сил України, учасник російсько-української війни.
- Пустовий Сергій Олегович (1981—2016) — молодший сержант Збройних сил України, учасник російсько-української війни.
- Радченко Андрій Якимович — фахівець з економіки праці та механізації сільського господарства.
- Радченко Олександра Миколаївна — українська вчителька, політв'язень радянського режиму. З 1926 по 1945 роки вела щоденник, у якому описувала події Голодомору. Щоденники стали одним із джерел вивчення Голодомору.
- Ріпко Олексій Миколайович (1907—1983) — український режисер.
- Рудинський Михайло Якович  (02 (14) жовтня 1887 — 23 червня 1958) — відомий український археолог, педагог та музейний діяч.
- Рудинська Євгенія Яківна (12.02.1885 — 01.07.1977) — музейний працівник, історик, літературознавець, мистецтвознавець, перекладач.
- Селегій Михайло Максимович — підполковник Армії УНР.
- Синяков Михайло Іванович — батько оперної співачки Зінаїди Синякової, піаністки Надії Синякової, художниці-авангардистки Марії Синякової-Уречіної, Оксани Синякової-Асєєвої (дружини поета Миколи Асєєва), Віри Синякової-Петникової (дружини поета-футуриста Григорія Петникова).
- Січкаренко Віталій Миколайович (1984—2022) — капітан (посмертно) Збройних Сил України, учасник російсько-української війни.
- Стрижак Олег Анатолійович (1975—2023) — солдат Збройних сил України, учасник російсько-української війни.
- Сук Ігор Анатолійович (1977—2022) — капітан Збройних Сил України, учасник російсько-української війни.
- Сулима-Блохин Олександра Парфенівна — українська діаспорянська поетка.
- Твердохлібов Олександр Дмитрович (1840—1918) — письменник, етнограф, краєзнавець, педагог.
- Терниченко Аристарх Григорович — український агроном, економіст і громадський діяч.
- Чефранов Георгій Васильович (1922—1991) — радянський науковець, доктор філософських наук, професор Таганрозького радіотехнічного інституту.
- Шептекіта Валерій Іванович, актор, народний артист України.
- Щоголев Яків Іванович — український поет.
- Ярмак Денис Миколайович (1993—2019) — старший солдат Збройних Сил України, учасник російсько-української війни.
- Ярославський Петро Антонович — архітектор.
- Ткаченко Євгеній Іванович[6][7] — радянський й український штангіст. Народився 5 березня 1935. У 1968 році, на першості СРСР у Ростові-на-Дону, подолав рубіж у 500 кг і стає шостим атлетом у СРСР, який увійшов до «Клубу 500». З 1978 року був головою ДСТ «Колос». Помер 14 березня 2008. Похований на Центральному кладовищі міста.

### Проживали
- Антоненко-Давидович Борис Дмитрович — український письменник, перекладач; член літературної організації Ланка-МАРС; жертва сталінського терору. В 1917 закінчив Охтирську чоловічу гімназію.
- Антонович Максим Олексійович — філософ-матеріаліст, літературний критик і природознавець. Закінчив Охтирське духовне чоловіче училище.
- Бринжала Олександр Петрович — український льотчик 1 класу, майор, учасник російсько-української війни, Герой України (2 квітня 2022 року, посмертно).
- Грабовський Павло Арсенович — український поет, публіцист, перекладач; вчився в Охтирській бурсі (1874—1879).
- Гуревич Михайло Йосипович — радянський авіаконструктор, заступник головного конструктора ОКБ-155. В 1910 закінчив Охтирську чоловічу гімназію.
- Довгополюк Матвій Лукич — український педагог, поет, прозаїк.
- Федір Дробітько — бандурист.
- Борис Дяченко — бандурист
- Дьо Дмитро Едуардович (1987—2022) — майор (посмертно) Збройних Сил України, учасник російсько-української війни.
- Ємець Василь Костьович — український бандурист-віртуоз, бандурний майстер, історик, письменник, вояк Армії УНР. Навчався в Охтирській гімназії.
- Сергій Жуков — бандурист.
- Зеров Микола Костянтинович — український поет, літературознавець, літературний критик; представник Розстріляного відродження. В 1900—1903 рр. навчався в Охтирській чоловічій гімназії.
- Іваненко Олександр Миколайович (1981—2022) — старший сержант Збройних Сил України, учасник російсько-української війни.
- Колісник Анатолій Андрійович (1993—2022) — старший солдат Збройних Сил України, учасник російсько-української війни.
- Комарніцький Олексій Миколайович (1993—2022) — майор (посмертно) Збройних Сил України, учасник російсько-української війни.
- Кондрашевський Віталій Олександрович (1987—2022) — сержант Збройних Сил України, учасник російсько-української війни.
- Коцупій Сергій Владиславович (1991—2022) — майор (посмертно) Збройних Сил України, учасник російсько-української війни.
- Кулжинський Сергій Миколайович — український військовий діяч, генерал-хорунжий Армії УНР, під час Першої світової війни був командиром Охтирського гусарського полку.
- Купрієв Володимир Миколайович (1979—2022) — майстер-сержант Збройних Сил України, учасник російсько-української війни.
- Ладур Олександр Михайлович (1991—2022) — солдат Збройних Сил України, учасник російсько-української війни.[8]
- Лейба Сергій Васильович (1975—2022) — старший солдат Збройних Сил України, учасник російсько-української війни.
- Лисенко Едуард Олександрович (1996—2022) — старший солдат Збройних Сил України, учасник російсько-української війни.
- Мандрика Петро Васильович (1884—1943) — хірург-клініцист, кандидат медичних наук, генерал-майор медичної служби. В 1894—1904 вчився в Охтирській чоловічій гімназії.
- Миротворцев Роман Львович (1847—1910) — дійсний статський радник, філолог, педагог; в 1899—1907 директор Охтирської чоловічої гімназії, співробітник журналу «Філологічні записки». Помер в 1910 році, похований на Охтирському Соборному цвинтарі. Батько хірурга С. Р. Миротворцева.
- Миротворцев Сергій Романович (1878—1949) — вчений-хірург, академік, автор понад 80 робіт, у тому числі 23 монографій з питань практичної хірургії. Син директора Охтирської чоловічої гімназії Р. Л. Миротворцева.
- Сєрова Валентина Семенівна, уроджена Бергман (1846—1924) — композитор, мати художника Валентина Сєрова, дружина лікаря Василя Івановича Нємчинова.
- Сєров Валентин Олександрович (1865—1911) — художник, учень Іллі Рєпіна, у дитинстві жив в Охтирці в маєтку свого вітчима Василя Івановича Нємчинова. Син відомих композиторів Олександра Сєрова і Валентини Сєрової.
- Таранушенко Стефан Андрійович — український мистецтвознавець, історик архітектури, музейник і педагог; директор Державний музей українського мистецтва в Харкові (1920—1933); професор Харківського Художнього Інституту (1924—1929); жертва сталінського терору. Чотири роки навчався в Охтирській чоловічій гімназії, яку закінчив в 1910, паралельно давав уроки латинської мови.
- Тищенко Віктор Іванович (1972—2022) — солдат Збройних Сил України, учасник російсько-української війни.
- Усов Анатолій Миколайович (1987—2022) — старший солдат Збройних Сил України, учасник російсько-української війни.
- Микола Хвильовий — український прозаїк, поет, публіцист; представник Розстріляного відродження. Вчився в Охтирській чоловічій гімназії.
- Шейко Леонід Васильович (1985—2024) — головний сержант Збройних Сил України, учасник російсько-української війни. Почесний громадянин міста Охтирка.